# Panther-Stellung

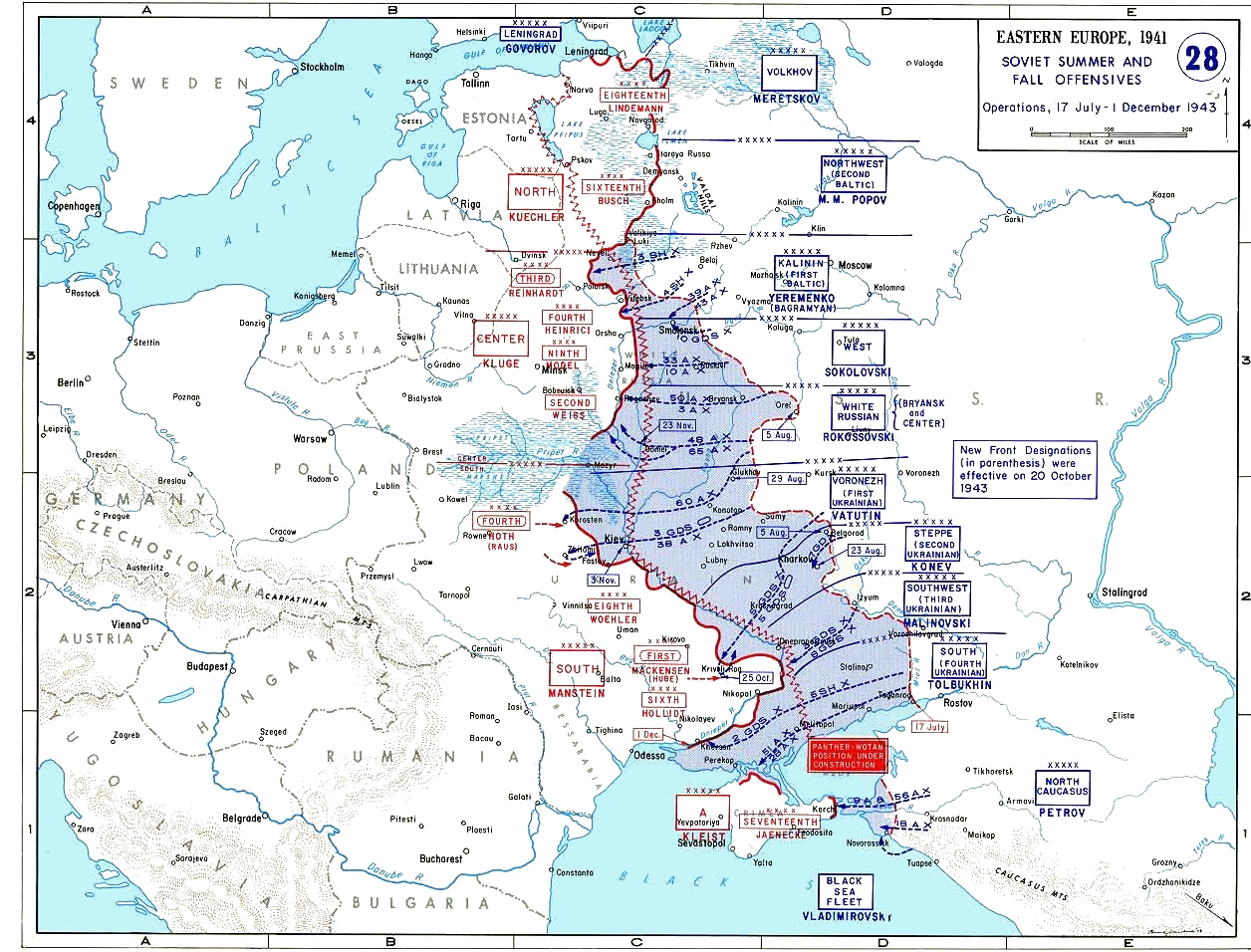
Karte der Ostfront 1943; die gezackte Linie zeigt den Verlauf der Panther-Stellung und der anschließenden Wotan-Stellung

Die Panther-Stellung (oder Panther-Linie) war eine im Jahre 1943 durch direkten Führerbefehl Adolf Hitlers errichtete Verteidigungslinie im Krieg gegen die Sowjetunion, die auch als „Ostwall“ bekannt war. Sie verlief entlang der gesamten Ostfront und sollte den deutschen Heeresgruppen als rückwärtige Auffangstellung dienen. Sie konnte in der Kürze der Zeit jedoch nicht ausgebaut werden und bestand daher fast ausschließlich aus Feldbefestigungen. Bis zum Sommer 1944 hatte die Rote Armee die Panther-Stellung in ihrer gesamten Länge weiträumig durchstoßen.

## Hintergrund
Bereits im Frühjahr 1943 hatte der Generalstab des Heeres den Bau von weit zurückliegenden Stellungen gefordert, um dem bestehenden Personal- und Waffenmangel durch Frontbegradigungen zu begegnen und so Kräfte für die Verteidigung und Gegenangriffe freizusetzen. Dieser strategischen Ausrichtung des Generalfeldmarschalls Erich von Manstein widersetzte sich Hitler aus politischen Bedenken immer wieder und genehmigte lediglich die Anlage von frontnahen Auffangstellungen wenige Kilometer hinter der Frontlinie. Hitler argumentierte, dass die bloße Existenz einer solchen ausgebauten Verteidigungslinie die Soldaten dazu verleiten würde, aus der eigentlichen Frontlinie zurückzuweichen. Des Weiteren war Hitler schon aus ideologischen Gründen gegen jede Aufgabe von Gelände. Der Krieg gegen die Sowjetunion war ein Eroberungskrieg. Rückzüge, die Anlage von rückwärtigen Verteidigungsstellungen und alle weiteren Beschränkungen auf eine rein defensive Kriegführung im Osten lagen einfach nicht in der von Hitler bestimmten Konzeption.
Nach der Schlacht im Kursker Bogen und dem Einsetzen der daran anschließenden sowjetischen Gegenoffensiven (→ Orjoler Operation / Belgorod-Charkower Operation) im Juli und August 1943 ließ sich die Errichtung einer ausgebauten Verteidigungslinie, die mit den begrenzten zur Verfügung stehenden Kräften verteidigt werden konnte, nicht mehr aufschieben. Am 12. August 1943 erließ Hitler den „Führerbefehl Nr.10“ zum „sofortigen Ausbau des Ostwalls“.

## Aufbau und Reaktionen
Die Linie, an der die Panther-Stellung verlaufen sollte, begann an der Ostsee und führte zunächst entlang der Narva und längs des Westufers des Peipussees. Danach folgte sie dem Lauf der Welikaja und führte über Witebsk zum Dnepr. An diesem Strom zog sie sich bis zur Mündung des Schwarzen Meeres. Während die Baumittel zum Ausbau dieser Stellung fehlten, war Hitler überzeugt, dass die Flusshindernisse (vor allem die Steilufer des Dnepr) allein ausreichen würden, um dieser genügend Festigkeit zu verleihen.
Drei Tage nach dem Erlass des Befehls, am 15. August 1943, brachte der Oberbefehlshaber der Kriegsmarine Karl Dönitz Bedenken gegen ein Ausweichen auf diese rückwärtige Stellung vor. Auch die Führung der Luftwaffe übte Kritik. Am 21. August fasste der Wehrmachtführungsstab deren Bedenken in einer Vortragsnotiz zusammen: Die Luftwaffe könnte Ziele wie Grosny, Saratow und Gorki nicht mehr erreichen, während die sowjetischen Flugzeuge Oberschlesien und Berlin anfliegen könnten. Die Versorgung der Krim, die dann abgeschnitten wäre, könnte durch die Kriegsmarine nicht sichergestellt werden. Allgemein würde die Aufgabe von Gelände am Schwarzen Meer negative Auswirkungen auf die Bündnispartner Rumänien und Bulgarien sowie auf die Haltung der Türkei haben. Die Räumung des Donezbeckens wiederum würde den Verlust kriegswirtschaftlicher Ressourcen wie Rohstoffe und Nahrung bedeuten. Am Nordabschnitt würde eine Zurücknahme der Front negative Auswirkungen auf die Haltung Finnlands und Schwedens haben. Hinzu kämen Einschränkungen bei der U-Boot-Ausbildung, der Ausbeutung des estnischen Ölschiefergebietes und des Truppentransports auf der Ostsee. Dies wirkte sich insofern auf die folgenden Ereignisse aus, als Hitler die Erlaubnis zum Rückzug auf die Panther-Stellung nur widerstrebend erteilte.
Trotzdem begann der Bau der Stellung am 8. September 1943. Dazu wurden allein im Bereich der Heeresgruppe Nord mehr als 50.000 Arbeitskräfte, überwiegend aus der Zivilbevölkerung, zusammengezogen, die etwa 6.000 Feldbefestigungen (davon 800 Betonbunker) anlegten, 180 km Stacheldraht verlegten und mehr als 30 km Panzergräben aushoben. Im November und Dezember 1943 trafen täglich 100 Güterwagen mit Baumaterial ein. Als die Heeresgruppe im September 1943 mit der Planung des Rückzuges auf diese Linie begann, bedachte sie auch, dass in dem Gebiet, das dann aufgegeben werden musste, etwa 900.000 Menschen lebten, die dann von der Roten Armee rekrutiert werden konnten. So begann man bald mit der Deportation der männlichen wehrfähigen Bevölkerung nach Litauen und Lettland. Von dieser Zwangsmaßnahme waren etwa 250.000 Männer betroffen.

## Operationen um die Panther-Stellung
Schon am 19. August hatte Generaloberst Alfred Jodl (1890–1946) als Chef des Wehrmachtführungsstabes festgestellt, dass die Panther-Stellung im Bereich der Heeresgruppen Mitte und Süd durch den Lauf der Operationen bereits überholt sei. Dies bestätigte sich in den folgenden Wochen. Im Bereich der Heeresgruppe Süd wurden die deutschen Verbände im Verlauf der sowjetischen Donezbecken-Operation schon bis zum 29. September 1943 auf den Dnepr und damit auf die Panther-Stellung zurückgeworfen. Nur hart nördlich des Asowschen Meeres konnte die Rote Armee kurzzeitig im Vorfeld an der sogenannten Wotan-Stellung der 6. Armee aufgehalten werden. Die Kämpfe um die Dnepr-Linie selbst dauerten bis Ende des Jahres an, wobei die sowjetischen Truppen bereits im November 1943 große Brückenköpfe auf dem Westufer errichteten.
Im Bereich der Heeresgruppe Mitte wichen die Verbände der Wehrmacht bis zum 2. Oktober 1943 auf die Panther-Stellung zurück. Hier verteidigte sie sich längere Zeit erfolgreich gegen die sowjetischen Angriffe. Im Juni 1944 durchbrach die Rote Armee jedoch in diesem Bereich die Stellungen und zerschlug in den folgenden Operationen fast die gesamte Heeresgruppe (→ Operation Bagration). Bereits zuvor war ihr allerdings im November 1943 nördlich von Witebsk, an der Nahtstelle zur Heeresgruppe Nord, ein tiefer Einbruch in die Panther-Stellung gelungen.
Die Heeresgruppe Nord wurde zunächst in ihren Stellungen südlich von Leningrad belassen. Aufgrund einer sowjetischen Großoffensive im Januar 1944 (→ Leningrad-Nowgoroder Operation) befahl Generalfeldmarschall Georg von Küchler (1881–1968) jedoch eigenmächtig die Absetzbewegung in die Panther-Stellung (wofür er entlassen wurde). Diese war, begünstigt durch die längere Vorbereitungszeit, wesentlich besser ausgebaut als in den Bereichen der anderen Heeresgruppen. So konnte die sowjetische Offensive am 1. März 1944 entlang dieser Linie zum Stehen gebracht werden. Erst im Zuge des Zusammenbruchs der Heeresgruppe Mitte im Sommer 1944 war auch die Heeresgruppe Nord zum weiteren Rückzug aus der Panther-Stellung gezwungen.